# مها المنيف
الدكتورة مها عبد الله المنيف (بالإنجليزية: Maha AlMuneef)‏، طبيبة سعودية، الرئيسة التنفيذية لبرنامج الأمان الأسري الوطني، ولها اهتمامات في مكافحة العنف الأسري، والعنف ضد الأطفال. قام الرئيس الأمريكي باراك أوباما بتسلميها جائزة أشجع امرأة دولية أثناء زيارته للرياض في 29 مارس 2014.
وكانت المنيف قد نالت في 4 مارس 2014م، لقب أشجع امرأة في العالم، عبر حفل أقيم في الولايات المتحدة، ورعته ميشيل أوباما، والتي بدورها امتدحت المنيف في كلمة لها خلال الحفل.

## مناصب
وتقلدت عدة مناصب، آخرها المدير التنفيذي لبرنامج الأمان الأسري الوطني، وعضوة في الشبكة العربية لحماية الطفل من الإيذاء، وفي لجنة ضحايا العنف الأسري في مدينة الملك عبد العزيز الطبية ومستشارة غير متفرغة في مجلس الشورى.

## المؤهلات العلمية
تحمل الدكتورة مها بكالوريوس في الطب والجراحة من جامعة الملك سعود والبورد الأميركي في مجال طب الأطفال ومكافحة العدوى، وعلم الوبائيات وعضو الجمعية الأميركية لطب الأطفال.
- بكالوريوس طب وجراحة – جامعة الملك سعود 1986م الرياض.
- البورد الأمريكي في طب الأطفال 1994م.
- البورد الأمريكي في مكافحة العدوى وعلم الوبائيات 2000م.
- البورد الأمريكي في الأمراض المعدية والوبائيات لدى الأطفال 2001م.
  - عضو الجمعية الأمريكية لطب الأطفال.

## الخبرات المهنية
- استشارية طب الأطفال – مدينة الملك عبد العزيز الطبية الشئون الصحية – الحرس الوطني 1994م.
- استشارية الأمراض المعدية والوبائية – مدينة الملك عبد العزيز الطبية 1999م.
- نائب المدير التنفيذي لإدارة الطب الوقائي ومكافحة العدوى من عام 2000م حتى 2008م.
- المدير التنفيذي لبرنامج الأمان الأسري الوطني بمدينة الملك عبد العزيز الطبية – الشئون الصحية الحرس الوطني من 2006م حتى تاريخه.
- أستاذ مساعد كلية الملك سعود بن عبد العزيز للعلوم الصحية من 2007م حتى تاريخه.
- الرئيس المنتخب للشبكة العربية لحماية الطفل من الإيذاء.
- مستشارة غير متفرغة في مجلس الشورى.

## عضوية جمعيات
- عضو المجلس الأعلى لبرنامج الأمان الأسري الوطني من 2006م وحتى الآن.
- عضو لجنة معالجة ضحايا العنف الأسري في مدنية الملك عبد العزيز الطبية (DVC) من 2006م وحتى الآن.
- رئيسة فريق حماية الطفل من الإيذاء والإهمال بمدنية الملك عبد العزيز الطبية (SCAN) من 1999م وحتى الآن.
- رئيسة لجنة متابعة حالات الوفيات في مدينة الملك عبد العزيز الطبية من 1999م وحتى الآن.
- رئيسة فريق مكافحة العدوى والسلامة في منظمة تصنيف المستشفيات عالمياً (JCI) من 2004 وحتى 2006م.
- عضو في لجنة إستراتيجية الطفولة وزارة الصحة من 2006م وحتى 2007م.
- عضو مجلس إدارة في جمعية دسكا الخيرية لدعم أطفال متلازمة داون من 2005م وحتى الآن.
- عضو في لجنة إدارة الجودة في مدينة الملك عبد العزيز الطبية من 2004م وحتى 2007م.
- عضو في لجنة الأبحاث في قسم الأطفال بمدينة الملك عبد العزيز الطبية من 2002م وحتى الآن.
- عضو في لجنة متابعة اتفاقية حماية الطفل في هيئة حقوق الإنسان من 2008م وحتى الآن.
- عضو في الجمعية الأمريكية لطب الأطفال (AAP) من 1994م وحتى الآن.
- عضو في الجمعية الأمريكية للأمراض المعدية (PIDSA) من 1994م وحتى الآن.
- عضو في الجمعية الأمريكية لمكافحة العدوى (SHEA) من 2001م وحتى الآن.
- عضو الجمعية الدولية لحماية الطفل من الإيذاء والأهمال (ISPCAN) من 2004م وحتى الآن.
- عضو في لجنة إيذاء الأطفال في الجمعية الأمريكية لطب الأطفال (SOCAN) من 2007م وحتى الآن.
- عضو في جمعية هلفر الأمريكية للأطباء العاملين في مجال حماية الطفل من 2008م وحتى الآن.
- عضو في الشبكة العربية لحماية الطفل من الإيذاء (APNPVAC) من 2008م وحتى الآن